# Madrasiindus obscuriventris
Madrasiindus obscuriventris là một loài bọ cánh cứng trong họ Mycteridae. Loài này được Pic miêu tả khoa học năm 1911.